# 地獄の声
地獄の声（じごくのこえ）は、ソビエト連邦が行っていた科学プロジェクトに関する都市伝説。この都市伝説は少なくとも1995年以来、インターネットを中心に流布してきたが、最も早い時期に公にされたのは米国の国内宗教テレビ放送局、トリニティ放送ネットワーク（Trinity Broadcasting Network）による1989年の放送とされる。

## 都市伝説と流布
この都市伝説によれば、シベリアの無名の場所で「アザコフ氏」と名乗る人物が率いるロシアの技術チームが、地下約12.2キロメートル（7.6マイル）の穴をあけて空洞に到達したという。この予想外の発見に興味を持ったチームは、他の観測装置と共に耐熱性のあるマイクを穴に降ろした。マイクを降ろした場所の温度は1,000℃（1,832°F）に達し、そこから酷く苦しんでいる人間の叫び声のような音が聞こえたという。しかし、地中深くで録音されたという「声」は後に様々な効果音をループさせたもので、また1972年の映画「バロン・ブラッド（英語: Baron Blood）」のサウンドトラックとして判別されることが後に分かった。
ソビエト連邦は実際に地下15キロメートルへの掘削を目指す科学プロジェクトを行っていたが、それはシベリアではなく、ノルウェーとフィンランドとの国境を共有するコラ半島で行っていた。「コラ超深度掘削坑（Cola Superdeep Borehole）」と呼ばれるその穴は1989年に12,262メートル（40,230フィート）の深さに達し、いくつかの興味深い地質情報が発見された。しかしそのプロジェクトの報告の中に超自然的なものとの遭遇は無かった。地下12キロメートルの地中の温度は180℃（356°F）にも達し、当初100℃（212°F）程度だと予想されていた温度を大きく上回っていたため、これ以上深く掘削することは不可能であると判断され、1992年に掘削が中止された。ソ連の解体後、このプロジェクトは1995年で終了している。

## 伝説の伝搬
この伝説は、西スオミ州に位置するクンタ（基礎自治体）シーカイネンのLeväsjokiという集落でペンテコステ派キリスト教徒のグループによって出版された新聞「Ammennusastia」によって最初に発表されたといわれる。その編集者にインタビューしたRich Buhlerは、この話はもともと「Etelä Soumen」という新聞（おそらくEtelä-Suomen Sanomat）の特集に掲載された文章を読んだ記憶に基づくものであることを発見した。その文章の筆者に接触したBuhlerは、Vaeltajatというフィンランドのキリスト教団体の会報に1989年7月号に掲載された文章に基づいたものであることを発見した。Vaeltajatの編集者は、その文章がJewels of Jerichoというメシアニック・ジュダイズム団体の会報に掲載された文章に基づくものであると語った。ここで、Buhlerはそれ以上の起源の追跡をやめた。
間もなくアメリカのタブロイドがこの物語を掲載し、インターネット上のさまざまなサイトに音声ファイルが表示され始めた。物語のセンセーショナルな反響は今、YouTubeでも見つけることができる。通常、前述の映画バロン・ブラッドの効果音が特徴とされている。

### TBNの関わり
物語は、最終的に地獄の文字通りの存在を証明すると主張している、アメリカのキリスト教のトリニティ放送ネットワーク(TBN)へとつながった。
ノルウェーの教師であるÅge Rendalenは、米国を訪れている間にTBNを知った。RandalenはTBNが費用を負担することで物語を増やすことにした。
Rendalenは元々物語を信じていないと主張していたが、ノルウェーに戻ってから物語の実際の説明を読んでいたと主張した。 Rendalenによれば、その物語は、呪われた井戸の存在は本物だと主張しただけでなく、コウモリのような妖精（ミケランジェロの聖アンソニーの苦悩やウィークリー・ワールド・ニュースによる最近のバット・ボーイ ）は、ロシアの空を横切る痕跡を吹き飛ばすためにそこから立ち上がったという。このいたずらを続けるために、Rendalenは意図的に地元の建築検査官に関するノルウェーの小さな記事をその話に誤って翻訳し、元のノルウェーの記事と英語の翻訳の両方をTBNに提出した。Rendalenは、自身の本名、電話番号、住所だけでなく、いたずらを知っていた牧師の友人のものも含めて、検証を求める人に公開することに同意した。
しかし、TBNはRendalenの主張を検証することは何もせず、元の物語の正当性を証明するものとしてその物語を放映した。

## 別バージョン
その宣伝の後、この物語の多くの別バージョンが出版された。1992年、アメリカのタブロイドウィークリー・ワールド・ニュースは、サタンが地獄から轟き去った後に13人の鉱夫が殺されたアラスカ州の物語の代替版を出版した。